# Чобур, Вольдемар Янович
Вольдемар Янович (Владимир Иванович) Чобур (1910—1981) — советский, русский и латвийский актёр театра и кино. Заслуженный артист Латвийской ССР (1950). 

## Биография
Родился 4 февраля 1910 года Санкт-Петербурге. Отец — Ян Карлович, латыш по национальности, работал мастером на заводе в Колпино. Мать была домашней хозяйкой.
Вольдемар окончил Ленинградский институт сценических искусств и до 1945 года был актёром сначала Ленинградского ТРАМа, затем — театра-студии под руководством С. Э. Радлова (в 1939—1942 годах — Ленинградский театр им. Ленинградского Совета). Сергей Эрнестович Радлов был учителем и другом Чобура.
Свою первую значительную роль на сцене (в филиале театра драмы имени Пушкина) Чобур сыграл в 1932 году — Петя в постановке Леонида Вивьена «На дне». С 1945 по 1949 годы был актёром Ленинградского БДТ.
В 1949 году уехал в Ригу для работы в Театре русской драмы, где получил звание заслуженного артиста Латвийской ССР. После возвращения в Ленинград в 1954 году Чобур следующие десять лет работал на сцене Театра комедии под руководством Николая Акимова.
В кино Чобур дебютировал в 1938 году в фильме «Честь».
В 1964 году перешёл на административную работу, став директором Ленинградского театра миниатюр под руководством Аркадия Райкина. В 1970 году на гастролях театра в Архангельске с Чобуром случился инсульт, он находился на грани жизни и смерти. Вольдемар Янович выздоровел, но больше не мог работать ни как актёр, ни как администратор.
Умер 8 января 1981 года от последствий инсульта. Похоронен на Богословском кладбище Санкт-Петербурга.

### Семья
- Супруга — Людмила Александровна Благовещенская была старше мужа на 6 лет. В молодости она тоже была актрисой кино. Умерла в 1976 году от рака. Чобур женился во второй раз, но прожил с новой женой недолго.
- Сын — Александр Чобур (1932—2010) окончил художественное училище имени Серова, работал дизайнером-конструктором. Также был дважды женат — от первого брака у него двое сыновей-близнецов, от второго — дочь.

## Награды
- Заслуженный артист Латвийской ССР (1950).

## Творчество

### Избранные театральные работы
- «Ромео и Джульетта» (У. Шекспир) — Меркуцио
- «Отелло» (У. Шекспир) — Кассио
- «Гамлет» (У. Шекспир) — Лаэрт
- «Недоросль» (Д. Фонвизин, 1938) — Милон
- «Без вины виноватые» (А. Островский, 1939) — Незнамов
- «Сердце не камень» (А. Островский) — Ераст
- «Русский вопрос» (К. Симонов) — Смит
- «На той стороне» (А. Барянов) — Игнатьев
- «Счастье» (П. Павленко) — Воропаев
- «Незабываемый 1919-й» (В. Вишневский) — Ленин
- «С любовью не шутят» (П. Кальдерон де ла Барка) — Дон Алонсо
- «Калиновая роща» (А. Корнейчук) — Батура
- «Миссурийский вальс» (Н. Погодин) — Керри

### Фильмография
- 1932 — Тайна Кара-Тау — комсомолец (нет в титрах)
- 1938 — Честь — Митя, машинист, сын Орлова
- 1939 — Великий гражданин — матрос (нет в титрах)
- 1939 — Моряки — военный (нет в титрах)
- 1939 — Танкисты — Мельников, танкист, механик-водитель из экипажа Логинова
- 1939 — Четвёртый перископ — матрос (нет в титрах)
- 1940 — Моя любовь — Лёша
- 1943 — Радуга — Сергей Кравченко, лейтенант
- 1945 — Золотая тропа — отец и сын Перекрёстовы
- 1949 — Звезда — старший лейтенант (нет в титрах)
- 1954 — Герои Шипки (болг. Героите на Шипка; СССР, Болгария) — Николай Григорьевич Столетов, генерал
- 1955 — Неоконченная повесть — директор завода
- 1957 — Балтийская слава — Ильин
- 1958 — Кочубей — командир-предатель
- 1958 — Красные листья — Лемеш, один из руководителей компартии Западной Белоруссии
- 1960 — Чужая беда — эпизод
- 1963 — Принимаю бой — директор
- 1964 — Одиночество — эпизод